# Kaltenleutgeben
Kaltenleutgeben is een gemeente in de Oostenrijkse deelstaat Neder-Oostenrijk, gelegen in het district Mödling (MD). De gemeente heeft ongeveer 3000 inwoners.

## Geografie
Kaltenleutgeben heeft een oppervlakte van 17,5 km². Het ligt in het noordoosten van het land, vlak onder de hoofdstad Wenen.

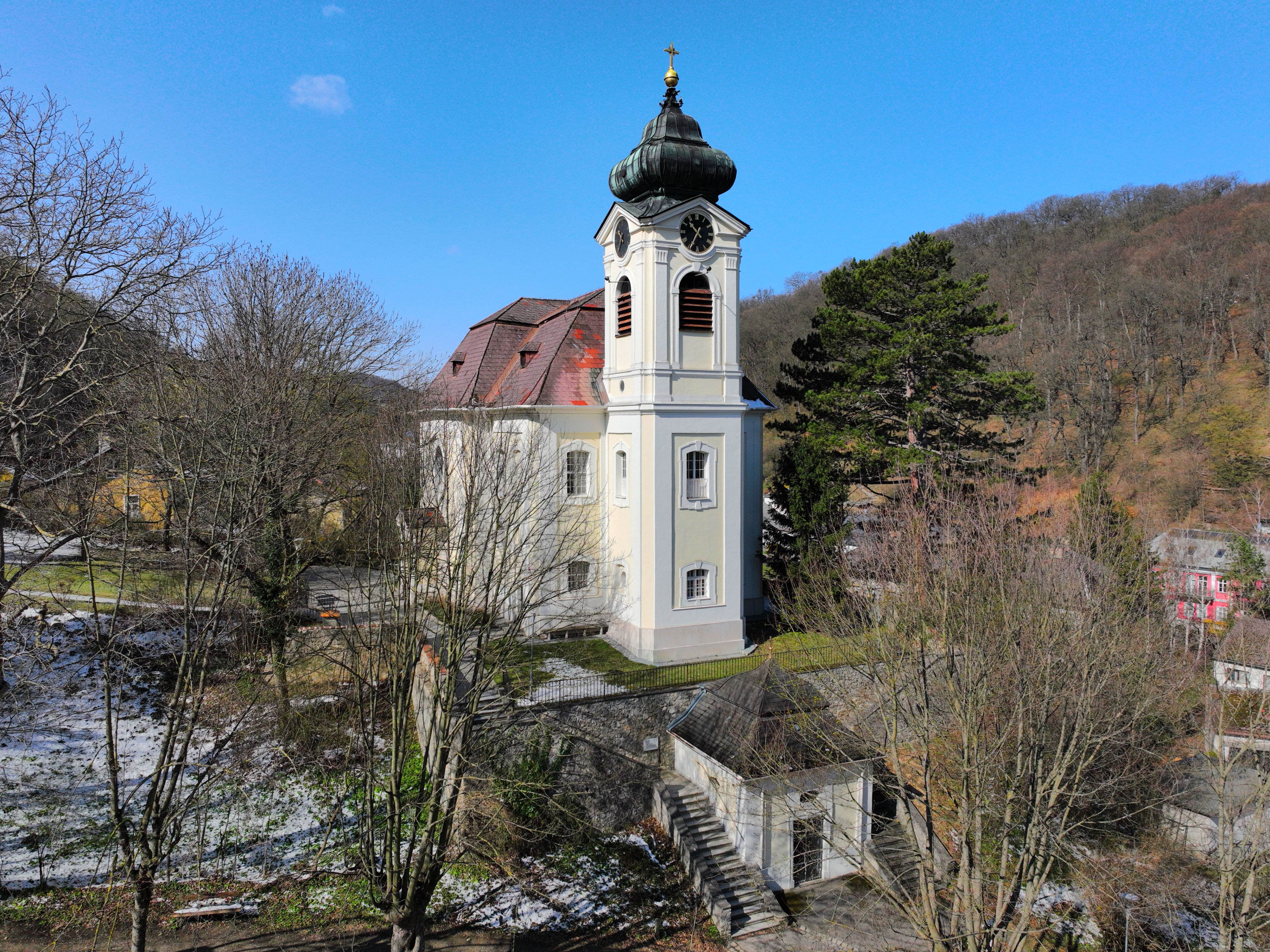
Kerk

Achau · Biedermannsdorf · Breitenfurt bei Wien · Brunn am Gebirge · Gaaden · Gießhübl · Gumpoldskirchen · Guntramsdorf · Hennersdorf · Hinterbrühl · Kaltenleutgeben · Laab im Walde · Laxenburg · Maria Enzersdorf · Mödling · Münchendorf · Perchtoldsdorf · Vösendorf · Wiener Neudorf · Wienerwald
- Gemeinsame Normdatei: 4514859-4
- MusicBrainz: a2e9d40f-af0b-448b-98a6-c7075d9a9187
- Virtual International Authority File: 246278154
- WorldCat: E39PCjxXqRkqMKxrvmtBvqtWQq